# Dianthus balbisii
Dianthus balbisii är en nejlikväxtart. Dianthus balbisii ingår i släktet nejlikor, och familjen nejlikväxter.

## Underarter
Arten delas in i följande underarter:
- D. b. balbisii
- D. b. knappii
- D. b. liburnicus

## Bildgalleri

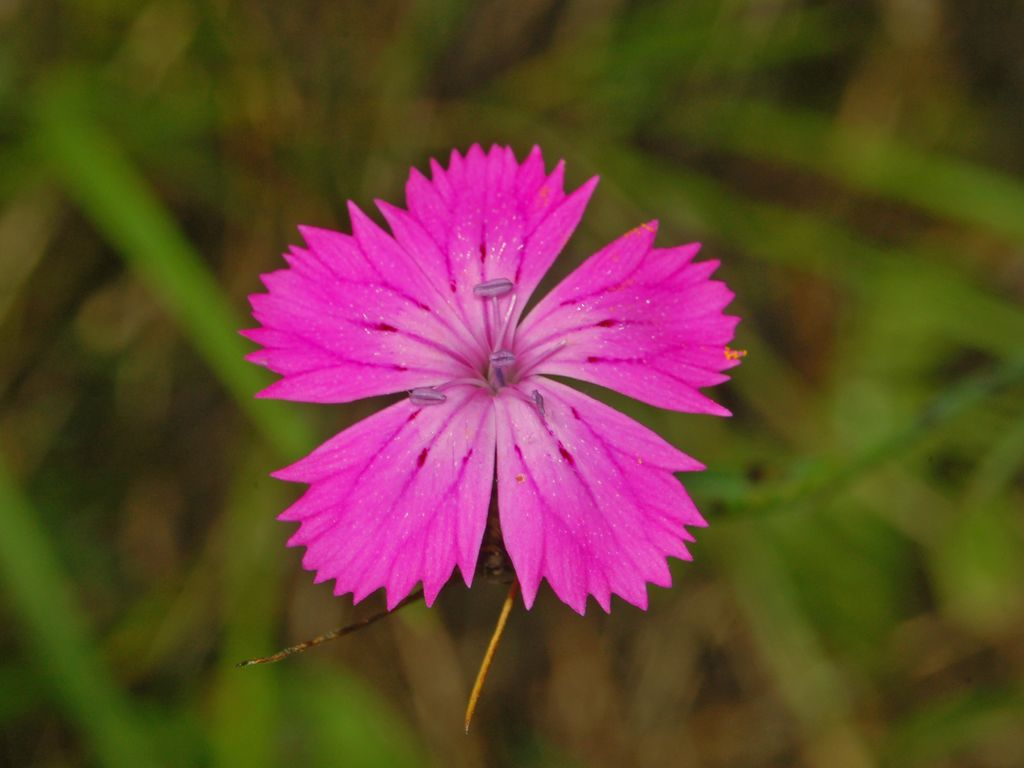
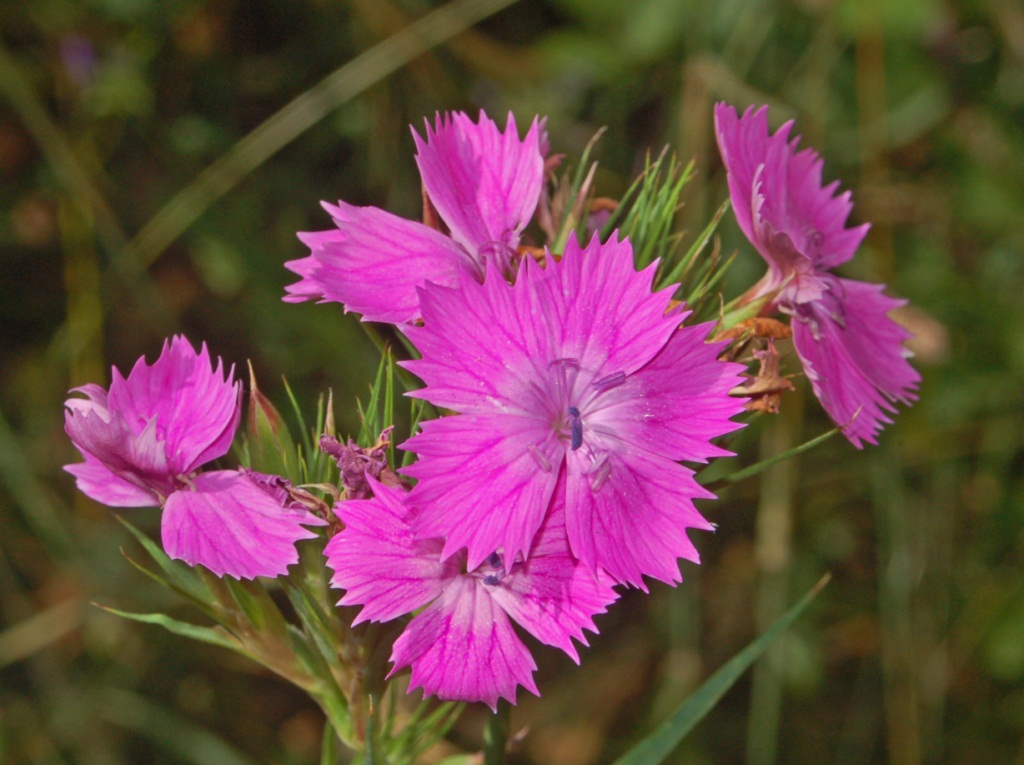
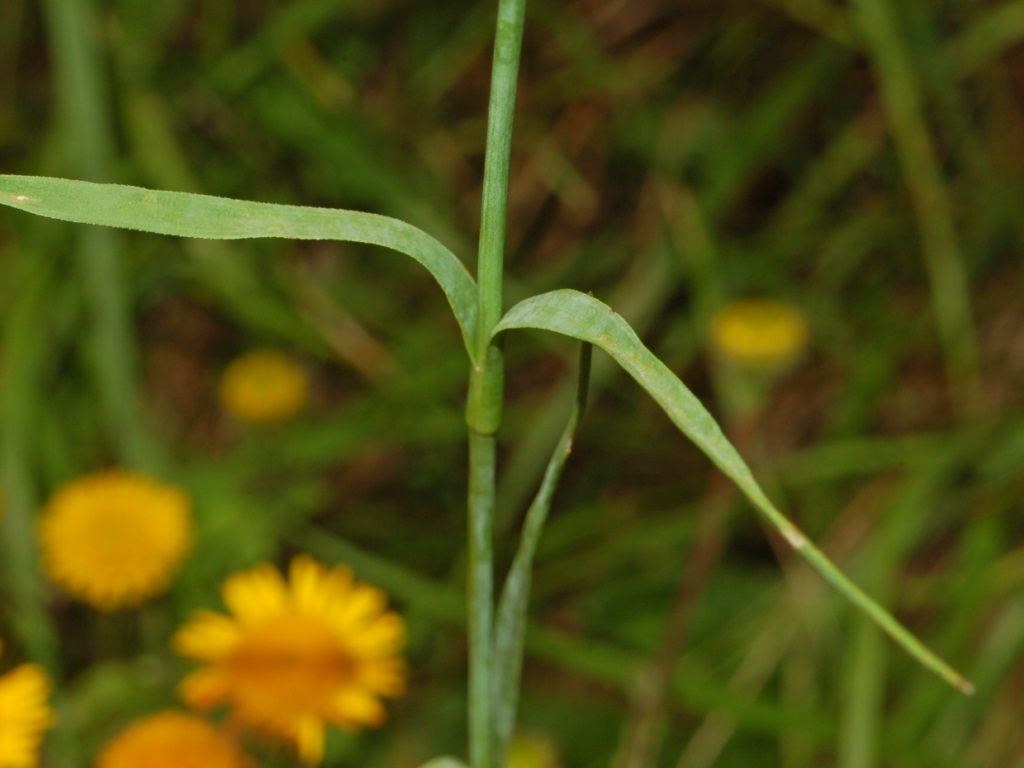